# Rockstar Games
Rockstar Games — американская видеоигровая дочерняя компания корпорации Take-Two Interactive. Бренд компании широко известен по сериям игр Grand Theft Auto, Red Dead, Midnight Club, Max Payne и Manhunt. Главный офис компании расположен в Нью-Йорке.
Многие студии в составе Take-Two Interactive были позже переименованы и стали частью Rockstar Games.
Rockstar Games была создана в 1998 году Сэмом Хаузером, Дэном Хаузером, Терри Донованом, Джейми Кингом и Гэри Форменом. В феврале 2020 года Дэн Хаузер покинул студию.

## История

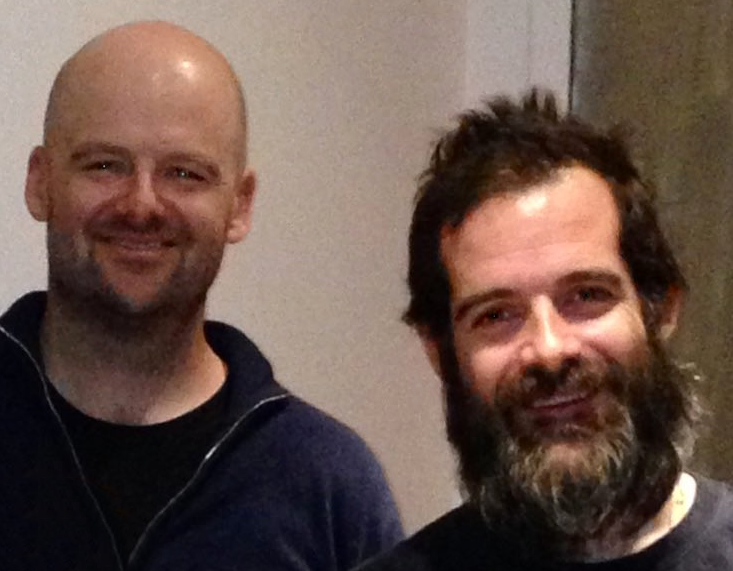
Братья Дэн Хаузер (слева) и Сэм Хаузер (справа) являются двумя соучредителями Rockstar Games. Дэн покинул компанию в 2020 году; Сэм является президентом компании

12 марта 1998 года Take-Two Interactive объявила о приобретении активов бездействующего британского издателя видеоигр BMG Interactive у BMG Entertainment (подразделение Bertelsmann). В обмен Take-Two должна была выпустить 1,85 миллиона акций (около 16 %) BMG Entertainment. Благодаря этому приобретению Take-Two получила несколько бывших объектов интеллектуальной собственности BMG Interactive, в том числе Grand Theft Auto от DMA Design и Space Station Silicon Valley. 25 марта было объявлено о закрытии сделки. Три руководителя BMG Interactive— Дэн Хаузер, Сэм Хаузер и Джейми Кинг, а также Гэри Форман из BMG Interactive и Терри Донован из звукозаписывающего лейбла BMG Entertainment Arista Records, впоследствии переехали в Нью-Йорк, чтобы работать в Take-Two Interactive. В ходе реструктуризации, объявленной в апреле, Сэм Хаузер был назначен «вице-президентом Take-Two по разработке продуктов по всему миру». В декабре 1998 года братья Хаузер, Донован и Кинг основали Rockstar Games в качестве «высококлассного» издательского лейбла Take-Two. О создании было официально объявлено 22 января 1999 года.
В январе 2007 года Take-Two объявила, что Донован, до того времени управляющий директор Rockstar Games, покинул компанию после четырёхмесячного отпуска. Его сменил Гэри Дейл, который стал главным операционным директором. Дейл ранее работал с братьями Хаузер и Кингом в BMG Interactive, но покинул компанию, когда она была приобретена Take-Two Interactive, и присоединился к европейским операциям Capcom в качестве управляющего директора в 2003 году.
По состоянию на февраль 2014 года тираж игр Rockstar Games превысил 250 миллионов копий, крупнейшей франшизой является серия Grand Theft Auto, которая, по состоянию на ноябрь 2016 года, была продана тиражом не менее 250 миллионов экземпляров. Grand Theft Auto V отгрузила наибольшее количество единиц в серии и истории компании, разошедшаяся тиражом более 135 миллионов копий, стала одной из самых продаваемых видеоигр всех времён.
На 10-й церемонии вручения премии British Academy Games Awards в марте 2014 года Rockstar Games была удостоена премии BAFTA Academy Fellowship Award за «создание сложных интерактивных миров, которые удерживают компанию на переднем крае игровой индустрии более десяти лет, как в критическом, так и в коммерческом плане». Дженнифер Колбе, которая начинала на стойке регистрации Take-Two, выступает в качестве главы издательского отдела Rockstar Games и курирует все студии разработки. Саймон Рэмси — руководитель отдела по связям с общественностью и коммуникациям компании.
В мае 2019 года Rockstar Games объявила, что они приобретают Dhruva Interactive у Starbreeze Studios за 7,9 миллиона долларов, продажа была завершена позже в том же месяце, и команда Dhruva объединилась с Rockstar India.
В сентябре 2019 года Rockstar Games объявила, что выпустила собственный игровой лаунчер, сервис цифровой дистрибуции и управления цифровыми правами, мультиплеера и коммуникаций. После длительного перерыва после выхода Red Dead Redemption 2, в начале 2019 года Дэн Хаузер покинул Rockstar Games 11 марта 2020 года.
Компания приобрела шотландскую студию Ruffian Games в октябре 2020 года, переименовав студию в Rockstar Dundee.
В сентябре 2022 года Rockstar стала жертвой хакерской атаки, в результате которой было украдено 90 видеоматериалов, связанных с разработкой предстоящего сиквела Grand Theft Auto. Представители Rockstar заявили, что утечка произошла в результате вторжения во внутреннюю сеть, и отметили, что они крайне разочарованы, что игра была впервые представлена публике именно таким способом, но заверили, что в долгосрочной перспективе она никак не отразится на разработке.
В августе 2023 года Rockstar приобрела команду Cfx.re (ранее известную как CitizenFX), занимавшуюся разработкой и поддержкой многопользовательских модификаций FiveM для GTA 5 и RedM для Red Dead Redemption 2. В том же месяце команду покинул Майкл Ансворт, вице-президент команды сценаристов, после шестнадцати лет работы.

## Философия разработчиков
В октябре 2011 года Дэн Хаузер сказал Famitsu, что Rockstar Games намеренно избегает разработки игр в жанре шутеров от первого лица, потому что «в нашей ДНК заложено избегать того, что делают другие компании… цель Rockstar состоит в том, чтобы игроки действительно почувствовали, что мы пытаемся сделать». Хаузер продолжил: «Наши игры до сих пор отличались от любого жанра, существовавшего в то время; мы сами создавали новые жанры с помощью таких игр, как серия GTA. Мы не полагались на отзывы в учебнике по бизнесу, чтобы сделать то, что мы сделали. … Если мы создаем такие игры, в которые хотим играть, то мы верим, что люди будут их покупать».
Компания занимается благотворительной деятельностью, начиная от поддержки Movember и предлагая выступления в играх в качестве розыгрыша призов, и заканчивая благотворительными прямыми трансляциями.

## Другие проекты

### Rockstar Loft
В 1999 году Донован и Сэм Хаузер совместно с Джоном Дэвисом основали ночной клуб Rockstar Loft club. Дэвис был соучредителем и промоутером Body & Soul, вечеринки «без списка гостей, без бархатной веревки», которая еженедельно проводилась в клубе Vinyl в Трайбеке. Когда основатель Rockstar Games впервые приехал в Нью-Йорк, бывший диджей Донован был особенно впечатлён Body & Soul, и они сблизились с командой club night, включая Дэвиса и другого её основателя, диджея Франсуа К. Дэвис стремился организовать дальнейшие подобные мероприятия, в то время как Донован и Хаузер хотели получить рекламу для молодых Rockstar Games, таким образом, они основали Rockstar Loft. По словам Донована, мероприятие должно было послужить альтернативой тем, которые были чрезмерно дорогими или на которых посетителей «вытесняла охрана». Он исключил установку видеоигр на площадке, чтобы сосредоточиться на музыке и выделить артистов.
Поскольку компания не могла позволить себе частую телевизионную рекламу, Rockstar Games прибегла к партизанским маркетинговым командам, распространяющим рекламные плакаты и наклейки. Билеты на Rockstar Loft не были проданы заранее. Вместо этого потенциальные гости должны были позвонить по номеру телефона и ответить на семь вопросов, касающихся их личности. Если бы ответ пришелся по вкусу оператору, абонент получил бы свой входной билет по почте. Первый Rockstar Loft состоялся в западном Челси, Манхэттен, 30 октября 1999 года, с Энди Хэнли (завсегдатаем Body & Soul), Бобом Синклером и Дмитрием из Парижа в качестве хедлайнеров-диджеев. После этого он проводился «каждые несколько месяцев», причем один из них состоялся в феврале 19, 2000. Позже в том же году Rockstar Loft был свернут.

### Фильмы
Кирк Юинг — друг братьев Хаузер, который работал с Rockstar Games над проектом «State of Emergency», — рассказал, что после выхода Grand Theft Auto III в 2001 году Rockstar Games предложили 5 миллионов долларов за фильм, основанный на серии Grand Theft Auto. Он получил телефонный звонок от продюсера из Лос-Анджелеса с просьбой предоставить права на фильм, который будет снимать Тони Скотт с Эминемом в главной роли. В ответ на это предложение Сэм Хаузер сказал, что его это не интересует. В 2004 году Rockstar Games выпустила спортивную драму «Фабрика футбола». Фильм, основанный на одноимённой книге Джона Кинга, рассказывает об организованном футбольном хулиганстве в Великобритании. Кроме того, компания выпустила документальный фильм Sunday Driver о лоурайдерском клубе Majestics в Комптоне, Калифорния, и анимационный фильм The Introduction, рассказывающий о событиях, предшествующих Grand Theft Auto: San Andreas. Оба фильма были включены в специальное издание игры, которое вышло в 2005 году.

### CircoLoco Records
В мае 2021 года Rockstar Games запустила звукозаписывающий лейбл CircoLoco Records в сотрудничестве с Circoloco, танцевальной вечеринкой на Ибице. Сотрудничество выросло из дружбы между Сэмом Хаузером и промоутером Circoloco Антонио Карбонаро. По словам Ника Бенедетти, менеджера вечеринки, Rockstar Games и Circoloco намеревались «внести что-то новое и значимое» на сцену танцевальной музыки, которая столкнулась с трудностями из-за карантина, вызванного пандемией COVID-19. Первый релиз CircoLoco Records, Monday Dreamin', был выпущен в виде серии расширенных пьес, начиная с июня 2021 года.

## Выпущенные фильмы
| Название                                         | Год  | Жанр                 |
| ------------------------------------------------ | ---- | -------------------- |
| GTA 2: The Movie                                 | 1999 | Криминальная драма   |
| The Football Factory                             | 2004 | Драма                |
| Grand Theft Auto: San Andreas — The Introduction | 2004 | Криминальная драма   |
| Sunday Driver                                    | 2005 | Документальный фильм |
| Red Dead Redemption: The Man from Blackwater     | 2010 | Драма                |

## Студии Rockstar Games
Rockstar Games владеет одиннадцатью игровыми студиями и международным издательским подразделением. При создании игры всеми студиями, используется лейбл «Rockstar Studios».

| Логотип | Название             | Место расположения                      | Основана | Приобретена | Примечания |
| ------- | -------------------- | --------------------------------------- | -------- | ----------- | --- |
|         | Rockstar Toronto     | Канада: · Оквилл, Онтарио               | 1981     | 1999        | Наиболее известна разработкой игры The Warriors, являющейся адаптацией фильма «Воины», а также за портирование игр Grand Theft Auto IV, Grand Theft Auto: Episodes from Liberty City и Grand Theft Auto V на PC. |
|         | Rockstar San Diego   | США: · Карлсбад, Калифорния             | 1984     | 2002        | Изначально «Angel Studios». Занималась разработкой Midnight Club, Smuggler’s Run, Red Dead Revolver, Red Dead Redemption и игрового движка RAGE                                                                  |
|         | Rockstar North       | Великобритания: · Эдинбург, Шотландия   | 1987     | 2002        | Наиболее известная студия Rockstar, основанная в 1987 году в Эдинбурге (Шотландия) как DMA Design. Известна по серии игр Grand Theft Auto и Manhunt.                                                             |
|         | Rockstar LA          | США: · Санта-Моника, Калифорния         | 2023     | —           | |
|         | Rockstar Lincoln     | Великобритания: · Линкольн, Линкольншир | 1992     | 2002        | Студия по локализации, ранее именовавшаяся Tarantula Studios. |
|         | Rockstar Leeds       | Великобритания: · Лидс, Уэст-Йоркшир    | 1997     | 2004        | Ранее известная как Mobius Entertainment и расположенная в Станниглей (Лидс). Студия создала серию портативных игр Grand Theft Auto. Ответственна за портирование L.A. Noire на РС.                              |
|         | Rockstar New England | США: · Андовер, Массачусетс             | 1991     | 2008        | Прежде известная как Mad Doc Software. Ответственна за Bully: Scholarship Edition. |
|         | Rockstar London      | Великобритания: · Челси, Лондон         | 2005     | —           | Разработала игры Manhunt 2 и Midnight Club: L.A. Remix. |
|         | Rockstar Dundee      | Великобритания: Данди, Шотландия        | 2008     | 2020        | Прежде именовалась как Ruffian Games. Известны разработкой игр Crackdown 2 и Crackdown 3. |
|         | Rockstar India       | Индия: · Бангалор, Карнатака            | 2016     | —           | В прошлом называлась Technicolor India. |
|         | Rockstar Australia   | Австралия: · Сидней                     | 2013     | 2025        | В прошлом называлась Video Games Deluxe. |

### Упразднённые студии
| Логотип | Название           | Место расположения                      | Основана | Приобретена | Закрыта | Примечания |
| ------- | ------------------ | --------------------------------------- | -------- | ----------- | ------- | --- |
|         | Rockstar Vienna    | Австрия: · Вена                         | 1993     | 2003        | 2006    | Прежде известная как neo Software. Студия была закрыта 11 мая 2006 года.                                                          |
|         | Rockstar Vancouver | Канада: · Ванкувер, Британская Колумбия | 1998     | 2002        | 2012    | Прежде известная как Barking Dog Studios, студия разработала игры Bully и Max Payne 3. Студия была объединена с Rockstar Toronto. |

## Другие компании, разрабатывающие игры для Rockstar Games
- Перед тем как компания Bungie, разработавшая популярный шутер Halo была выкуплена Microsoft, «Halo» была выпущена на Mac и PC с Rockstar в качестве издателя.
- Capcom разрабатывала в качестве Rockstar San Diego игру Red Dead Revolver, а также имеет права на издание серии Grand Theft Auto в Японии.
- VIS Entertainment в сотрудничестве с Dubtitled Entertainment разработала State of Emergency.
- Digital Eclipse Software в сотрудничестве с Rockstar North работала над Grand Theft Auto Advance.
- Edge of Reality разработала Monster Truck Madness 64.
- Opus в сотрудничестве с ASCII Entertainment разработала Surfing H3O.
- Pixelogic разработала The Italian Job.
- Remedy Entertainment разработала Max Payne и Max Payne 2.
- Team Bondi разработала L.A. Noire для Rockstar.
- Z-Axis занималась разработкой Thrasher Presents Skate and Destroy.

## Технологии

### RAGE
Rockstar Advanced Game Engine (RAGE) — игровой движок, разработанный компанией Rockstar San Diego-internal RAGE Technology Group, созданный для облегчения разработки игр на системах PlayStation 3, PlayStation 4, PlayStation 5, Xbox 360, Xbox One, Xbox Series X/S, Microsoft Windows, OS X, Wii и Nintendo Switch 

### Social Club
Rockstar Games Social Club — сервис, созданный Rockstar Games для управления цифровыми правами на ПК, многопользовательской игры, отслеживания статистики и достижений игроков на всех платформах, а также социальная сеть для игроков Rockstar.
Осенью 2023 года было объявлено об отказе от использования бренда Social Club. Это название было повсеместно заменено на Rockstar Games, при этом функционал сервиса не претерпел никаких изменений.

### Rockstar Games Launcher
Rockstar Games выпустили свой собственный игровой лаунчер для Microsoft Windows 17 сентября 2019 года. Лаунчер интегрируется с учётной записью пользователя Social Club, позволяя ему загружать и покупать игры, которые он ранее приобрёл в магазине Rockstar, а также запускать игры Rockstar, доступные из других сервисов, таких как Steam и Epic Games Store.